# Osiny (Opole)
Pour les articles homonymes, voir Osiny.
Osiny est une localité polonaise du gmina de Komprachcice dans la voïvodie et le powiat d'Opole.